# Poirino
Poirino (Poirin in piemontese, Puirin in Chierese) è un comune italiano di 10 190 abitanti della città metropolitana di Torino in Piemonte.
Situato a sud-est di Torino, è ai confini con la provincia di Cuneo e la provincia di Asti, posto quasi al centro della pianura che declinando dalle Alpi è circoscritta dalle alture del Monferrato e dai contrafforti dell'Appennino.
I piatti tipici del luogo sono gli asparagi e la tinca gobba, infatti Poirino è conosciuta per l’annuale Sagra dell’asparago e della tinca gobba,  che si svolge nel mese di maggio.
Altra ricorrenza importante è il carnevale poirinese, della durata di quattro giorni, che si svolge i giorni prima del martedì grasso.

## Geografia fisica
Il paese di Poirino si trova al centro del noto Pianalto di Poirino. Questo termine viene utilizzato per descrivere, in senso geografico, l'area sub-pianeggiante che si sviluppa per circa 400 chilometri quadrati a sud dei rilievi della collina di Torino e a nord-ovest dei rilievi del Braidese (Roero). Il pianalto di Poirino appare sospeso, tramite scarpate di altezza variabile, rispetto ai rilievi dell'Astesana a est ed alla pianura piemontese meridionale a ovest.
Esso si sviluppa nelle due direzioni con valori differenti: oltre 50 km in direzione N-S mentre in direzione E-W la lunghezza massima è di circa 15 km. La sua superficie si presenta debolmente ondulata.
Il margine settentrionale, corrispondente al raccordo con la collina di Torino, è evidenziato da un graduale aumento dell'acclività della superficie topografica. Il margine sud-orientale, corrisponde anch'esso ad un aumento dell'inclinazione, meno forte ma più pronunciato; a loro volta questi rilievi appaiono delimitati da un'alta scarpata in direzione SE che li separa dai rilievi delle Langhe.
A est il pianalto è delimitato dalla Scarpata Orientale, che lo separa dai rilievi dell'Astesana. Questi rilievi sono in realtà dei rilievi collinari "negativi", legati all'erosione che ha colpito una superficie già in origine contraddistinta da quote leggermente inferiori a quelle del pianalto. La Scarpata Orientale è orientata in direzione N-S e ha un andamento che si può definire rettilineo nel suo insieme, anche se piuttosto articolata nel dettaglio; la sua altezza risulta decrescente da Sud (120 m a Montà) verso nord (80 m a Buttigliera).
Per quanto riguarda il limite occidentale, il pianalto di Poirino è separato dalla Pianura Piemontese Meridionale tramite la Scarpata Occidentale, orientata in direzione N-S e caratterizzata da un'altezza complessivamente inferiore rispetto alla Scarpata Orientale. La parte inferiore divide il pianalto dall'incisione del "paleo-Tanaro", con altezza decrescente da Sud a Nord (il valore massimo di 45 m si trova a Sanfrè, mentre si annulla nell'abitato dei Favari, frazione di Poirino). Nella porzione settentrionale, invece, il margine occidentale del pianalto coincide con il limite della Pianura Piemontese Meridionale: la scarpata è orientata in direzione WNW e caratterizzata da un'altezza piuttosto modesta, rastremandosi da circa 3–7 m in corrispondenza della Collina di Torino verso SSW.
La zona viene comunemente distinta in tre settori:
Il Settore Meridionale è compreso all'incirca tra il corso del rio Ripoglia (il limite meridionale della zona in oggetto) e il rio Ricchiardo, con un'inclinazione media pari all'1,5% verso nord-ovest. La zona mostra ondulazioni sensibili, con dislivello dell'ordine dei 15÷20 m. Il reticolo idrografico è costituito dagli affluenti del Torrente Melletta, che drenano in direzione nord-ovest.
Il Settore Centrale, compreso tra il rio Ricchiardo e il torrente Banna, presenta un'inclinazione media dell'1% verso NNW. Le ondulazioni in questa zona del pianalto sono meno evidenti rispetto al settore precedente e sono dell'ordine dei 10 m. Il reticolo idrografico locale è formato dal torrente Banna e dai suoi affluenti, con incisioni variabili.
Il Settore Settentrionale si trova tra i rilievi della collina torinese (il limite settentrionale della zona in oggetto) ed il corso del torrente Banna. L'inclinazione media è dello 0,3% verso SSW, con un'ondulazione decisamente modesta (dell'ordine di qualche metro). Il territorio appare debolmente inciso dagli affluenti di destra del torrente Banna e dal rio Tepice.
Il pianalto, essendo delimitato come descritto, è in buona parte isolato: il sistema di drenaggio delle acque meteoriche è pertanto indipendente e convoglia, oltre alle acque della zona in oggetto, solo quelle del versante meridionale dei rilievi della collina torinese e delle colline del Braidese. Il drenaggio, caratterizzato da portate modeste, fa capo a due collettori principali: il torrente Banna ed il torrente Melletta. Il primo si trova nella zona più depressa del pianalto, e scorre in direzione ovest. I suoi affluenti drenano parte del versante meridionale dei rilievi della collina torinese (rio Santena, rio Riassola, rio Borgallo, rio Banna) e la parte centrale del pianalto (rio Stellone, torrente Rioverde, rii Valgorrera, d'Isolabella, Bottalino e Robeirano). Il torrente Meletta scorre con andamento principale da sud verso nord e i suoi affluenti drenano l'area corrispondente ai rilievi del Braidese (torrente Ricchiardo, rio Pocapaglia, rio Ripoglia).

### Geologia e idrogeologia

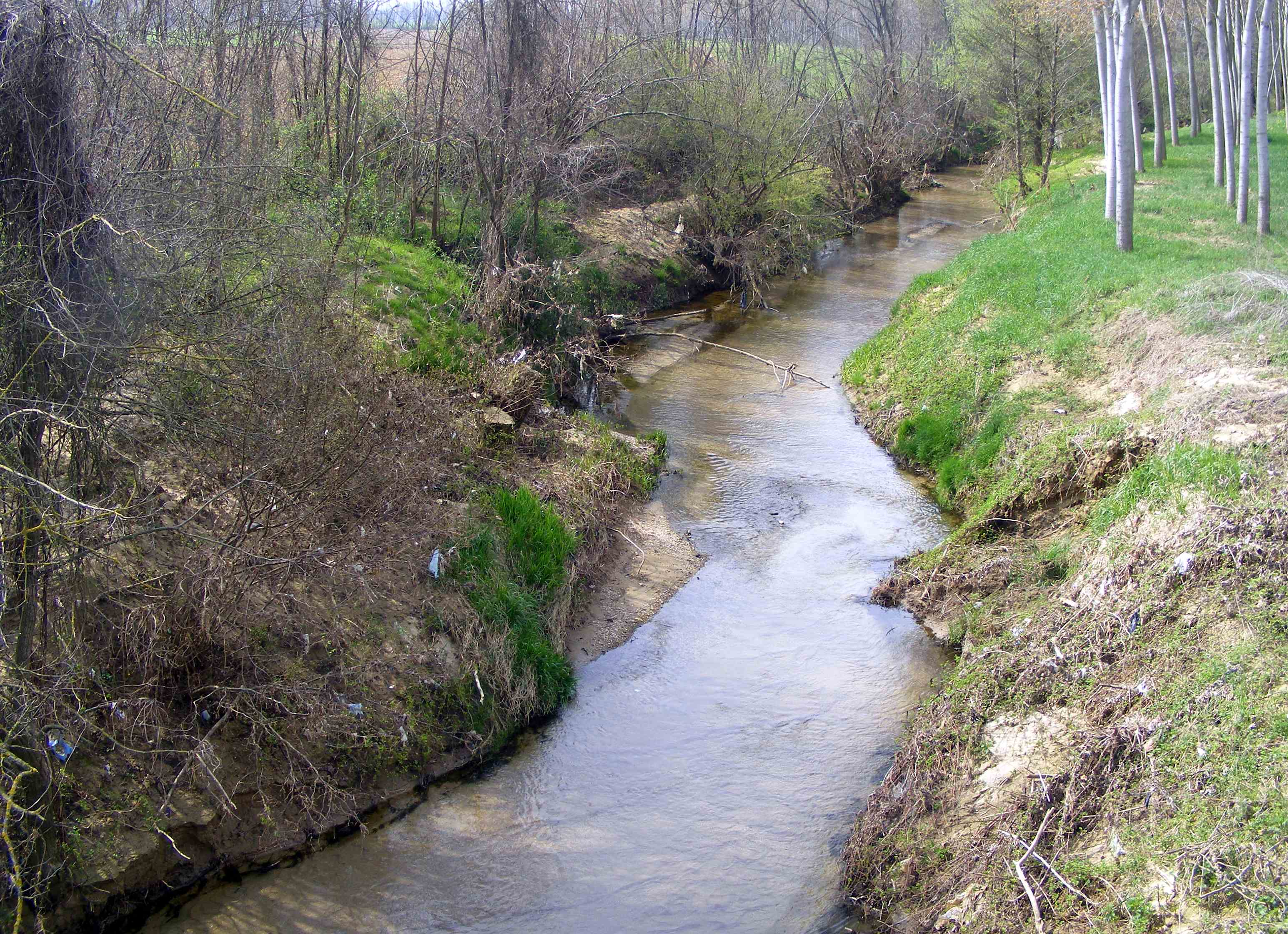
Il Rioverde nei pressi di Poirino

L'altopiano di Poirino presenta un assetto stratigrafico relativo alla successione plio-pleistocenica del Bacino Terziario Piemontese occidentale.
Si riconoscono tre unità idrogeologiche principali: Allogruppo LM (Late Messinian), Allogruppo EP (Early Pliocene), Allogruppo LP (Late Pliocene).
Con il termine Allogruppo si definiscono zone geologiche che presentano identiche caratteristiche di formazione e trasformazione nelle diverse ere geologiche; ogni Allogruppo è caratterizzato da una successione sedimentaria depositatasi in periodi e ambienti differenti.
Dal punto di vista geometrico, la geologia dell'area è riconducibile ad un'ampia sinclinale con asse est-ovest.
S'individua una serie di unità idrogeologiche, corrispondenti alle relative unità stratigrafiche: Unità idrogeologica delle alluvioni quaternarie dei fondovalle, Unità idrogeologica delle alluvioni quaternarie dei terrazzi alti, Unità idrogeologica del Villafranchiano C,
Unità idrogeologica del Villafranchiano B, Unità idrogeologica delle Sabbie d'Asti B.
Dal punto di vista idrogeologico, si riconoscono due sistemi acquiferi principali: l'acquifero superficiale e quello profondo.
Si ritiene possibile che all'interno dei livelli impermeabili (o comunque poco permeabili) presenti tra i due sistemi, sia presente un terzo sistema acquifero chiamato "intermedio". Le caratteristiche di questa falda idrica risultano però difficili da decifrare e si tende a parlare solo dei due sistemi principali.
L'acquifero superficiale è di tipo non confinato e si attesta tra i livelli più superficiali relativi ai depositi alluvionali del periodo Quaternario. Esso presenta un campo di moto principale da Est a Ovest e caratteristiche chimico-fisiche non particolarmente buone a causa delle alte concentrazioni di nitrati e altri contaminanti relativi all'eccessivo uso di fertilizzanti agricoli.
Il sistema acquifero principale, chiamato comunemente acquifero profondo, si trova posizionato tra gli orizzonti inferiori del Villafranchiano B e i livelli più superficiali e permeabili delle Sabbie d'Asti B, confinato inferiormente e superiormente. È un acquifero in pressione, cioè caratterizzato da un livello piezometrico situato nei livelli impermeabili (prevalentemente argillosi) che confinano superiormente l'acquifero.
La superficie piezometrica caratteristica risulta condizionata dalla geometria sinclinalica ed i flussi idrici tendono a muoversi generalmente in direzione sud-nord verso l'asse della medesima struttura.
Esso si può immaginare situato sotto l'abitato di Poirino (in direzione est-ovest) ad una profondità di circa 80–100 m.
I flussi idrici tendono poi a dirigersi verso est, a valle della Scarpata Orientale dell'altopiano di Poirino per poi virare verso la città di Asti.
Le caratteristiche chimico-fisiche dell'acquifero profondo sono generalmente buone e sicuramente superiori rispetto all'acquifero superficiale. Questo fatto è dovuto essenzialmente alla presenza di un potente strato impermeabile argilloso (di spessore anche pari ad 80 m sotto l'abitato di Poirino) che impedisce agli inquinanti di scendere in profondità.
In generale, la facies primaria delle acque dell'acquifero profondo è bicarbonato-calcica, cioè con un'elevata concentrazione di bicarbonato e di calcio rispetto agli altri componenti (come quasi tutti gli acquiferi profondi delle pianure alluvionali).
La concentrazione dei cloruri è quasi ovunque superiore a quella dei solfati e, localmente, si trovano rilevanti concentrazioni di ferro e manganese (in qualche caso in concentrazioni superiori rispetto alla CSC (Concentrazione Soglia di Contaminazione) di riferimento D.Lgs. 152/06. Se però i nitrati sono esclusivamente riconducibili all'impatto antropico sulla natura, ferro e manganese sono essenzialmente riconducibili a particolari situazioni chimiche naturali.
La Qualità di Base delle acque sotterranee dell'acquifero profondo è generalmente buona-ottima per l'uso umano e ottima per l'uso irriguo.

## Storia
Nonostante siano stati rinvenuti nei dintorni di Poirino reperti archeologici risalenti all'epoca romana e longobarda, non dovrebbe avere origini romane dirette, e del periodo che precede il X secolo non si ha una documentazione tale da consentire di sottrarlo alla leggenda.
Con buona probabilità ciò che è oggi Poirino fu, anticamente, l'ultimo incastellamento su una proprietà della famiglia astigiana dei Solaro.
Nel 1994 straripò il Banna, affluente di destra del Po. Proprio da questo torrente, che scorre interamente nella provincia torinese, prende il nome la splendida tenuta del marchese Spinola, sita al confine con Villanova d'Asti.

### Il medioevo

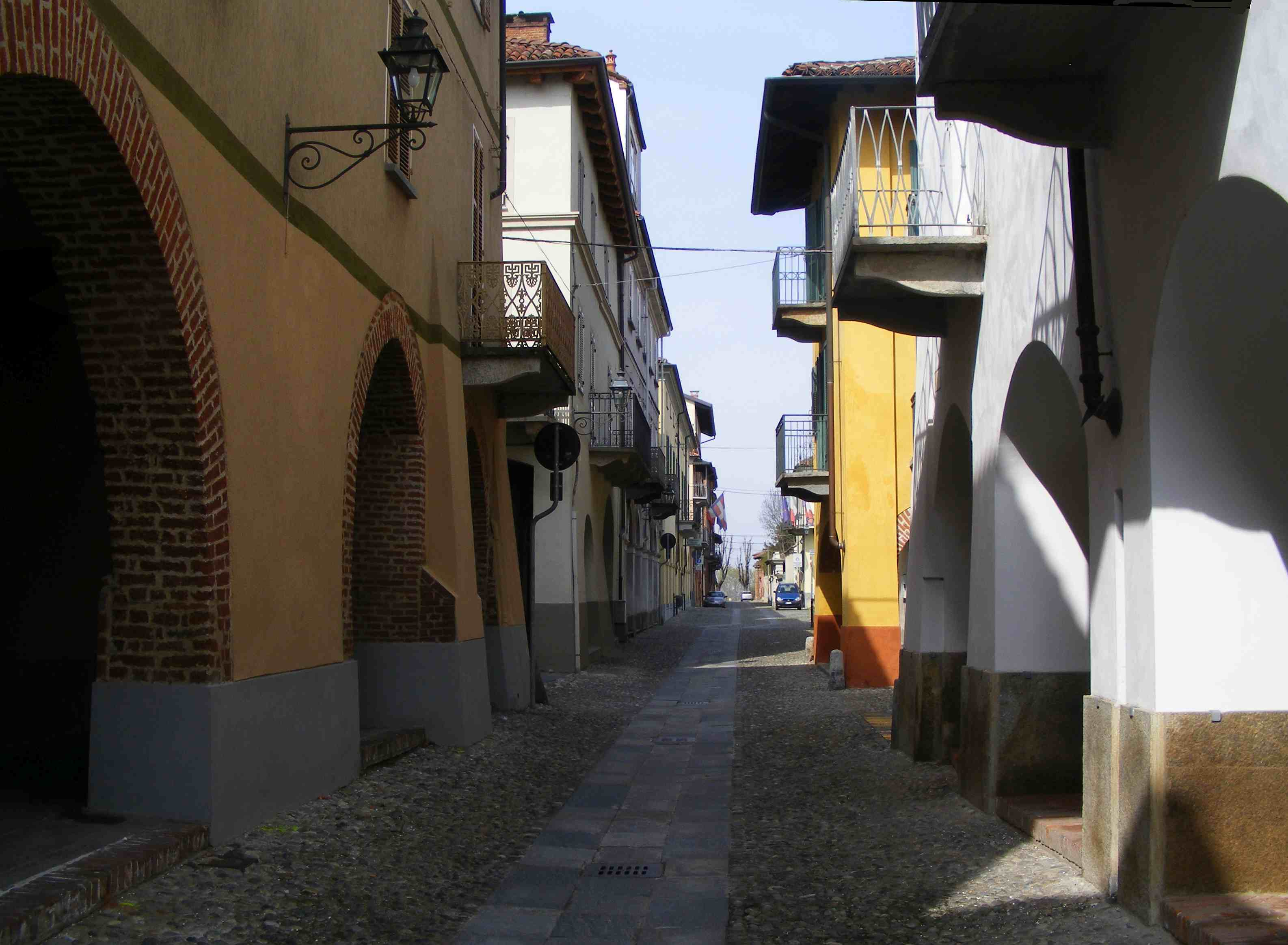
I portici del centro storico

Ancora oggi si possono ammirare notevoli vestigia di alcune fortificazioni. Poirino appartenne pienamente alla diocesi di Asti fino al 1152, anno dell'incoronazione del Barbarossa. Nel 1156 Federico Barbarossa concesse a Guido III di Biandrate, creato comandante delle milizie imperiali della diocesi di Novara e del contado astigiano, anche Poirino insieme al Chierese e alla Val di Canale.
I Biandrate avrebbero comunque ancora intrecciato i loro nomi con quei luoghi. È in quegli stessi turbolenti anni del Duecento che avrebbe avuto luogo la sollevazione popolare contro un "Benedetto" e un "Bonifacio Biandrate", tirannelli pretendenti lo ius primae noctis, scacciati dopo uno scontro fra due minuscoli eserciti, che sarebbe avvenuto all'incirca dove oggi è collocato il pilone di Sant'Orsola, patrona di Poirino, alla convergenza della strada per Chieri con quella per Torino.
La Santa, il cui culto doveva essere già abbondantemente diffuso, invocata dai poirinesi, sarebbe comparsa a loro sostegno contro i castellani.
Chiusa la parentesi di potere del primo Federico, i vicini Comuni di Asti e Chieri mossero, per questioni di pedaggi nei transiti delle merci né dimentichi dell'aiuto fornito dal Biandrate all'imperatore ai loro danni, lotte armate contro Porcile e le vicine borgate (Tegerone e Stuerda) fino alla loro distruzione, poco oltre la metà del XIII secolo. Una parte degli abitanti superstiti poté però porre, non molto lontano dai luoghi abbandonati, le basi della futura Poirino, rifugiandosi sul poggio dove già doveva trovarsi una fattoria detta Povarium.
Durante la Dieta di Roncaglia parte del territorio fu ceduto al vescovo di Torino ma in realtà continuò, anche se ridotto, il dominio dei Biandrate. Fu in questo periodo che si formò il primo insediamento identificabile con Podium Warini, ossia "poggio di Guarino", Podivarium, Povarinum, ossia l'odierna Poirino.
La vittoriosa alleanza degli astesi con Carlo d'Angiò, dal 1250 al 1260 ridusse i Biandrate alla sottomissione per cui il nuovo insediamento prese il sopravvento.
All'inizio del Trecento il territorio venne in possesso di Filippo di Savoia, principe d'Acaia, un possesso continuamente minacciato e incerto, viste le rivalità del re di Napoli Roberto d'Angiò, dei marchesi di Saluzzo e di quelli del Monferrato, nonché delle città di Asti e Chieri e dei Visconti di Milano, in un vortice di alleanze in perenne mutamento.

### Il Rinascimento
Nel 1312 venne compilato l'atto con il quale uno degli ultimi conti di Biandrate cedette per 50.000 fiorini d'oro tutti i suoi diritti feudali a Filippo di Savoia, principe d'Acaia. Nel 1372 Amedeo VI di Savoia, il conte verde, cedette Poirino per 19.000 fiorini in feudo ad Aimoneto Roero fissandone per la prima volta i confini, che a grandi linee sono gli attuali.
I Roero cingono di fortificazioni, di torri e di un largo fossato il paese, inducendo il feudatario a ribellarsi ai Savoia, i quali fecero occupare il sito. La popolazione era contraria ai metodi del feudatario, lo mise in fuga e per questo i Savoia premiarono i cittadini di Poirino accogliendo diverse loro richieste tra le quali un mercato settimanale, una fiera annuale e di non avere più feudatari ma di dipendere direttamente dai Savoia. Il mercato del sabato è ancora attuale, si tiene l'annuale festa di Sant'Orsola e sullo stemma del comune troneggia la corona principesca.
A causa delle scorribande dei militari spagnoli e francesi Poirino subì le pestilenze, la distruzione e la miseria. Le fortificazioni vennero abbattute nel 1543 dal marchese del Vasto affinché il nemico non se ne appropriasse, e non vennero mai più ricostruite. Al loro posto c'è l'attuale passeggiata Marconi, che porta a ciò che doveva essere il rivellino con le sue torri che dominavano quella che oggi è Piazza Morioni.
La vittoria di Emanuele Filiberto I di Savoia a San Quintino nelle Fiandre (10 agosto 1557) e la conseguente pace di Cateau-Cambrésis (1559) ridiedero solidità al ducato e un certo periodo di pace. Che fu però piuttosto breve, visto che nel '600 i tentativi di espansione e le lotte per la reggenza riportarono la guerra ad imperversare. E non solo, perché il '600 fu secolo pure di forti epidemie di peste, come quella del '30 o quella del '54, che causarono vere stragi, tanto che il cimitero adiacente alla chiesa si rivelò insufficiente per accogliere i troppi cadaveri, seppelliti, dunque, anche nella parte bassa del paese, da allora detta la "Val dei Morti".
Proprio dalle pestilenze ebbe origine la festa della Madonna del Rosario, con un voto della comunità, rinnovato annualmente in ricordo della fine del contagio, rimasto da allora come imprecazione, espressione scaramantica e di malaugurato stupore: contagg
Dopo la conclusione delle guerre e delle infinite scaramucce, Poirino rapidamente si risollevò divenendo una cittadina ricca in quanto operosa, grazie ai suoi telai dai quali uscivano i corredi nuziali ambiti dalle giovani spose. Tale benessere permise alla popolazione di regalare al duca Carlo Emanuele I la somma di 20.000 fiorini in occasione del matrimonio con l'infanta di Spagna. Poirino fu incendiata nel 1690 dalle truppe francesi del Catinat.

### Un periodo di pace
Con la pace separata stipulata nel 1695 e resa definitiva due anni dopo con il Trattato di Rijswijk e soprattutto con la sconfitta dell'armata ossidionale francese presso Torino nel 1706, ha inizio un periodo di pace appena toccato dalla Rivoluzione francese che vide il paese trasformato in un presidio sanitario: la parrocchia e le confraternite vennero occupate per farne degli ospedali. Durante le pestilenze, a causa dei numerosi decessi, fu deciso di destinare a cimitero il prato vicino all'oratorio campestre di San Lazzaro, lazzaretto cui accorreva la cittadinanza, quando terminava il morbo, a prelevare i sopravvissuti; momenti di gioia che ancora oggi si ricordano con la "Festa del Lazzaretto", celebrata ogni anno la seconda domenica di settembre.
Poirino insomma, più che trovarsi al centro di avvenimenti epocali nel ruolo da protagonista, ne risente le conseguenze sia nel corso delle guerre scatenate dal "Re Sole" nell'ultimo scorcio del Seicento che, all'inizio del secolo successivo, durante le "guerre di successione" cui assistette subendo passaggi di eserciti e fornendo soldati a casa Savoia.
Con lettere patenti datate 3 giugno 1785 Poirino fu costituita in appannaggio unitamente a Chieri, Riva e Banna (frazione per l'appunto di Poirino) ed eretta a principato a favore del duca d'Aosta Vittorio Emanuele, poi re come Vittorio Emanuele I.

### L'età napoleonica
Il convento dei Domenicani e dei Cappuccini venne soppresso nel 1802, così come la costruzione del foro Boario nella spianata dei demoliti Morioni. Immediatamente dopo l'annessione del Piemonte alla Francia, l'11 settembre 1802, vennero distrutti sia il muro del cimitero dei domenicani che la vecchia torre per far posto all'attuale Via Indipendenza. Vennero anche abbattute alcune chiese periferiche per ricavarne i mattoni necessari alla costruzione del nuovo cimitero di San Lazzaro, benedetto nel 1804. Poirino (Poyrino durante l'Impero) venne inclusa nel département du Po.
Tra i comandanti napoleonici si distinse il cavalier Mazzucchi che, nel 1812 sulla Moscova, ricevette la Croce di Guerra. Sarà poi sindaco di Poirino (nel 1825) e militerà come luogotenente nell'esercito sardo, esempio emblematico di servitore della Patria sia quand'essa era costituita dalla Francia napoleonica che quando tornò ad essere la monarchia sabauda.
Il 29 aprile 1805 la cittadinanza di Poyrino acclamò il passaggio di Napoleone I, il suo imperatore al culmine della gloria.
Il sommo pontefice del tempo, Pio VII, benedisse invece nel 1815 la popolazione poirinese dalla finestra di una casa di via Indipendenza, sulla cui facciata permane tutt'oggi una lapide a ricordo del fausto accadimento. Pio VII era già stato una prima volta a Poirino il 27 aprile 1805, precedendo di due giorni Napoleone, proveniente dalla capitale imperiale.

### Storia moderna

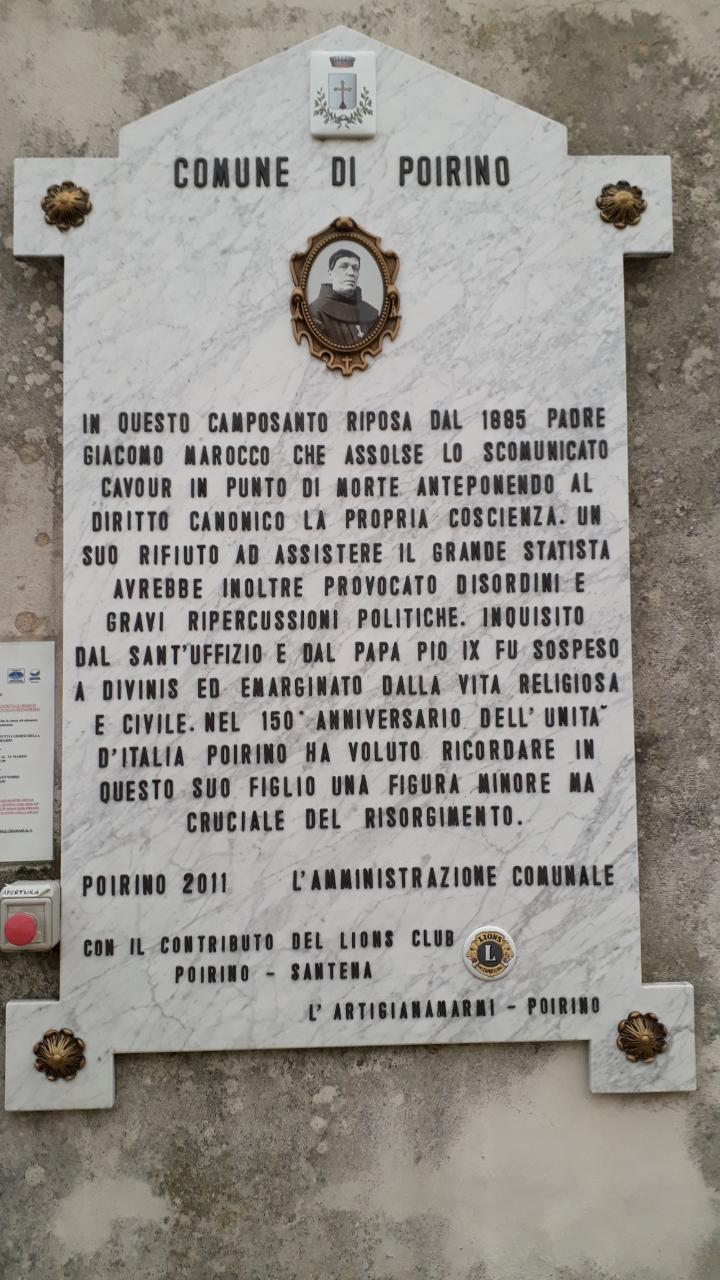
Placca presso il cimitero di Poirino ove giace la salma di fra Giacomo Marocco, che confessò Camillo Benso di Cavour sul suo letto di morte nonostante la scomunica in cui quest'ultimo era incorso

Dopo l'epopea napoleonica Poirino tornò a essere una tranquilla cittadina sabauda fino a quando, il 10 giugno 1940, Vittorio Emanuele III firmò la dichiarazione di guerra alla vicina Francia: il giorno successivo, infatti, il re stabilì nella palazzina di caccia dei Thaon di Revel a Ternavasso, ribattezzata Villa Italia, la sede del Comando delle operazioni sul fronte occidentale e ivi risiedette fino a dopo l'armistizio italo-francese del 25 giugno; in questo castello è ancora sepolto il primo comandante dell'Arma dei Carabinieri, il generale Giuseppe Thaon di Revel di Sant'Andrea, al quale, nel maggio 2003, venne intitolata la locale sezione della Associazione Nazionale Carabinieri - ANC Poirino.
Poirinese fu il religioso francescano, padre Giacomo (al secolo Luigi Marocco), il confessore di Cavour, che da lui sarà assolto sul letto di morte, senza richiesta di ritrattazioni nonostante la scomunica che aveva colpito lo statista; padre Giacomo dovette risponderne a Roma di fronte a papa Pio IX. Per nulla intimorito al cospetto del Pontefice, il sacerdote sostenne la cristiana pietà del proprio operato e si rifiutò di riferire quale fosse il contenuto della confessione di Cavour, opponendo ostinatamente il segreto sacramentale ad ogni pressione fattagli. Segreto che mai rivelò, portandolo nella tomba.
Poirino diede al Regno d'Italia anche un senatore, Giovanni Alfazio, ma soprattutto diede alle trincee del Carso, nella prima guerra mondiale e ai vari fronti nella seconda molti suoi figli.

### Simboli
Lo statuto comunale riporta la blasonatura dello stemma e del gonfalone «come scritte sul regio decreto in data otto maggio 1933»:
Stemma
(Art. 4 c. 5 dello Statuto comunale)
In realtà lo stemma comunale si presenta d'argento, alla croce trifogliata d'oro, posta sulla cima di un monte all'italiana di tre cime fondato in punta.
Gonfalone
(Art. 4 c. 5 dello Statuto comunale)
Bandiera
(Art. 4 c. 9 dello Statuto comunale)

## Monumenti e luoghi d'interesse

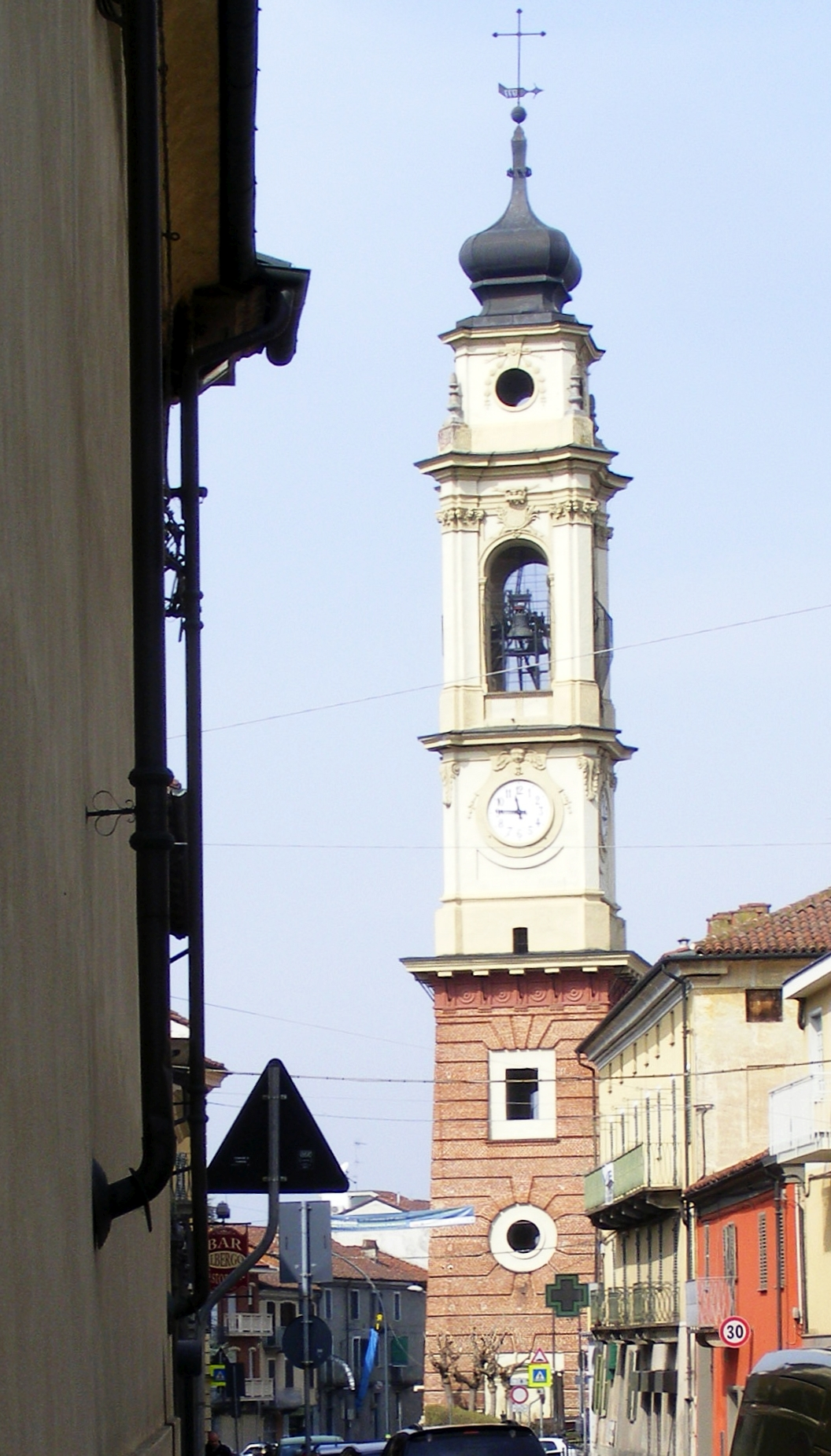
La torre campanaria

### Torre campanaria
È il più importante monumento civile e è il simbolo del paese: fu costruito dal 1777 al 1779 in forme barocche su disegno dell'architetto Giovanni Battista Feroggio. È alto 59,624 m e comportò una spesa di 27325 lire. L'orologio venne installato nel 1790, il parafulmine nel 1889. Nel 1975 si decise la sostituzione del vecchio castello campanario in legno con l'odierno castello in ferro, dotato di apparecchiature elettroniche per il suono delle 5 campane; l'ultimo consistente restauro è datato 1990.

### Chiesa di San Giovanni Battista
Consacrata nel 1531, presenta tre navate in stile gotico e fu più volte ingrandita. Venne affidata nel 1601 ai padri domenicani che nel 1623 fecero edificare il convento. La facciata, restaurata nel 2000, è in stile neoclassico, costruita dal 1827 al 1838 e affrescata dal pittore poirinese Paolo Gaidano nel 1883. La decorazione interna, anch'essa bisognosa di restauri, è del 1868, rinfrescata nel 1922. La chiesa, parrocchiale fino al 1969, è stata abbandonata dai domenicani nel 1989.

### Chiesa di San Sebastiano
In stile gotico e a pianta esagonale è la più antica chiesa di Poirino ad aver mantenuto quasi intatta l'antica architettura medievale. È "quasi intatta" poiché i due lati di levante sono stati alterati con la costruzione della sacrestia nel 1870 e con l'apertura di una finestra rettangolare. Nel 1999 è stata inoltre dotata di una recinzione in ferro.

### Parrocchiale di Santa Maria Maggiore

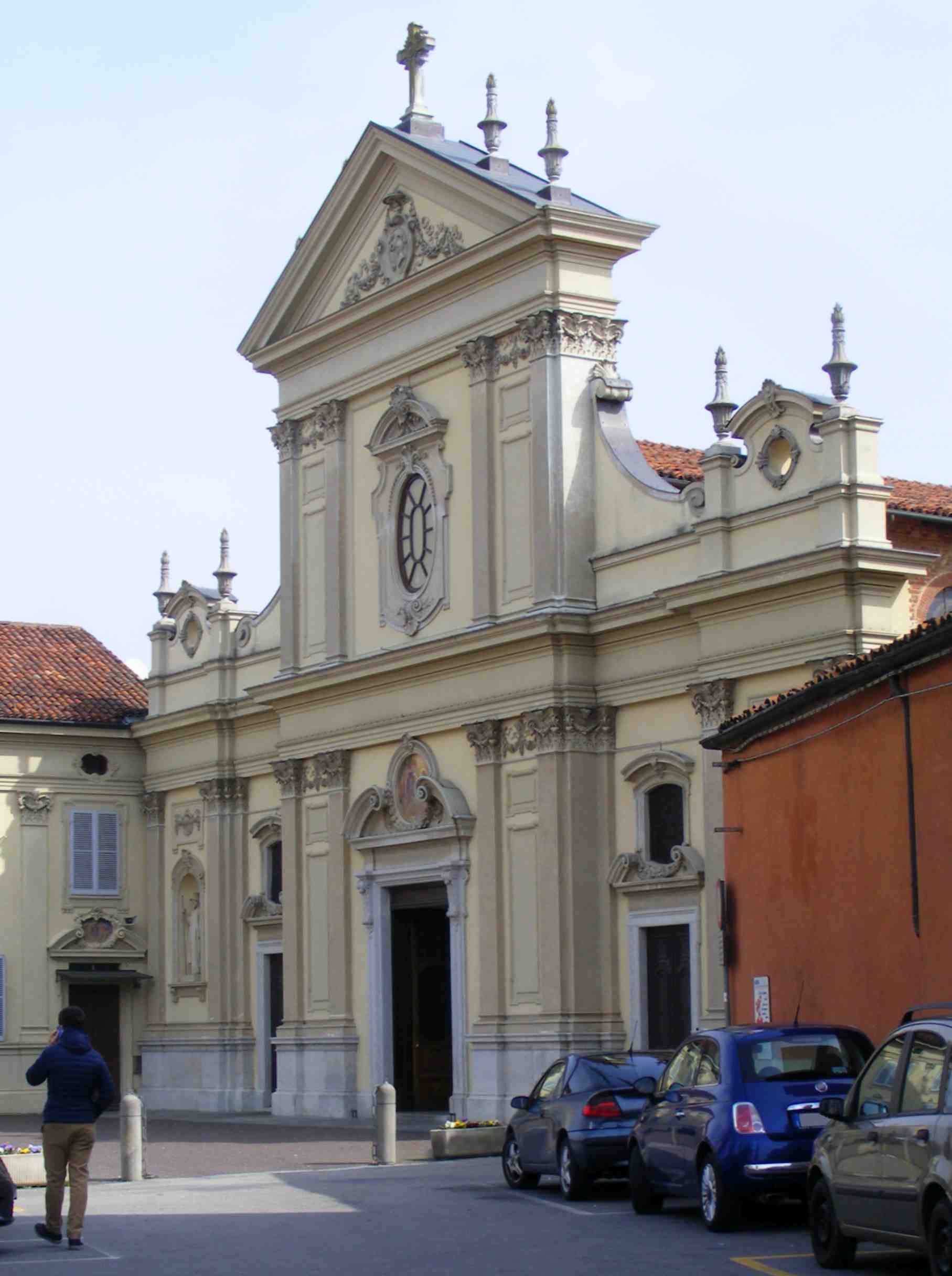
Santa Maria Maggiore

Iniziata verso la metà del Quattrocento, fu consacrata nel 1492 e riconsacrata di nuovo dopo gli attacchi degli eserciti invasori nel 1593.
In origine era a una sola navata ma venne ampliata nel corso dei secoli.
La primitiva facciata gotica venne sostituita nel 1912 con quella attuale, in forme baroccheggianti e neoclassiche. Nelle nicchie laterali si scorgono poi le statue di Sant'Antonio e San Giuseppe, opera dello scultore poirinese Stuardi.
Nella chiesa di Santa Maria Maggiore  sul pulpito esiste una targa a ricordo che nell'anno 1855 don Bosco predicò ai Poirinesi

### Chiesa di Santa Croce
La chiesa di Santa Croce venne edificata dal 1708 al 1716, con facciata di gusto neoclassico del 1830. Più antico è il campanile, risalente alla prima metà del Seicento. All'interno della chiesa si trova un'antichissima acquasantiera datata 1464 e il pulpito, scolpito tra marzo e agosto del 1855  dallo scultore Carlo Steppel su disegno dell'architetto Giuseppe Leoni. Sulla parete esterna si può notare una meridiana, la più grande del Piemonte, rifatta nel 1996 sul precedente disegno risalente al 1830.

### Fontana della Giovinezza
La fontana (Piazza Italia) è il più caratteristico monumento di Poirino insieme alla Torre Campanaria. Venne fatta costruire dal comune alla scultrice Claudia Formica per abbellire i nuovi giardini creati al posto dell'antica Piazza della Legna. L'inaugurazione risale al 28 ottobre 1939.

### Oratorio di San Luigi
L'inventore dell'oratorio moderno, san Giovanni Bosco, visitò Poirino lasciando un segno evidente. A soli 13 anni dalla sua morte, il parroco don Alfonso Gribaldi fece costruire l'oratorio di Poirino (1902), rispecchiando fedelmente le direttive educative di Don Bosco. L'edificio è stato ampliato più volte ed ora è costituito da due saloni, una cappella, 9 stanze, 4 campi attrezzati all'aperto per praticare calcio a 5, pallavolo, tennis, beach-volley ed un ampio cortile interno.

### Rivellino
Il rivellino faceva parte della cinta muraria e costituiva di fatto l'ingresso del paese. La via principale di Poirino, infatti, non era, come oggi, Via Indipendenza, ma bensì via Cesare Rossi, che era circondata da portici sia a destra che a sinistra per il mercato. La cinta muraria è andata perduta: fu fatta distruggere dal duca di Savoia per impedire che Poirino, cittadella difesa, cadesse nelle mani dei nemici francesi.

## Società

### Evoluzione demografica
Abitanti censiti

### Protezione Civile
Le attività di Protezione Civile sul territorio di Poirino sono svolte dal G.E.R.P. Gruppo Emergenza Radio Poirino. L'Associazione, riconosciuta con delibera comunale del 30 dicembre 1988, è iscritta al registro Regionale del Volontariato negli elenchi della Prefettura e al Dipartimento della Protezione Civile Nazionale.
Il gruppo è parte operante del piano comunale di Protezione Civile del Comune di Poirino, interviene a supporto della popolazione in caso di calamità naturali, svolge monitoraggi ambientali periodici sul territorio, offre servizi di regolazione della viabilità (in supporto alla Polizia Municipale) e organizza incontri di formazione per i volontari e la popolazione. L'ultimo ciclo di incontri organizzati dal G.E.R.P., dal titolo "Italia: ambiente ed energia", ha avuto luogo nei mesi di settembre e ottobre 2012, con la partecipazione di esperti del settore ambientale/energetico e docenti del Politecnico di Torino e dell'Università degli studi di Torino.

## Cultura

### Biblioteca
La biblioteca civica "Prof. Franco Simone" ha sede dal 1996 nei locali ristrutturati del palazzo storico "Casa Dassano". 
La biblioteca civica ospita una vasta scelta di libri di vari generi ed è ricca di storia e cultura della zona.

## Economia
Nata come cittadina rurale a prevalenza agricola, negli anni è cresciuta anche in campo industriale, con due zone produttive.
I prodotti tipici di Poirino sono l'asparago e la tinca, presente nel territorio poirinese in una varietà particolare, che ha anche ottenuto la D.O.P.: la Tinca Gobba Dorata del Pianalto di Poirino.
A questi due prodotti è dedicata la Fiera della Tinca e dell'Asparago, che si svolge ogni anno la seconda domenica di maggio. Vengono organizzati il mercato domenicale e alcuni punti di degustazione dei prodotti tipici.
Sono anche celebri le telerie, ancora adesso vi sono diverse aziende specializzate sul territorio.
Poirino è anche nota per il carnevale, la sfilata notturna del martedì grasso è seguita e attesa ogni anno da centinaia di persone. Le maschere della tradizione carnevalesca poirinese sono barba (zio) Pero e magna (zia) Danda.

## Infrastrutture e trasporti
Tra il 1881 e il 1949 il comune fu capolinea di una tranvia interurbana proveniente da Torino. È servito dalla linea extraurbana 2014 di GTT.

## Amministrazione

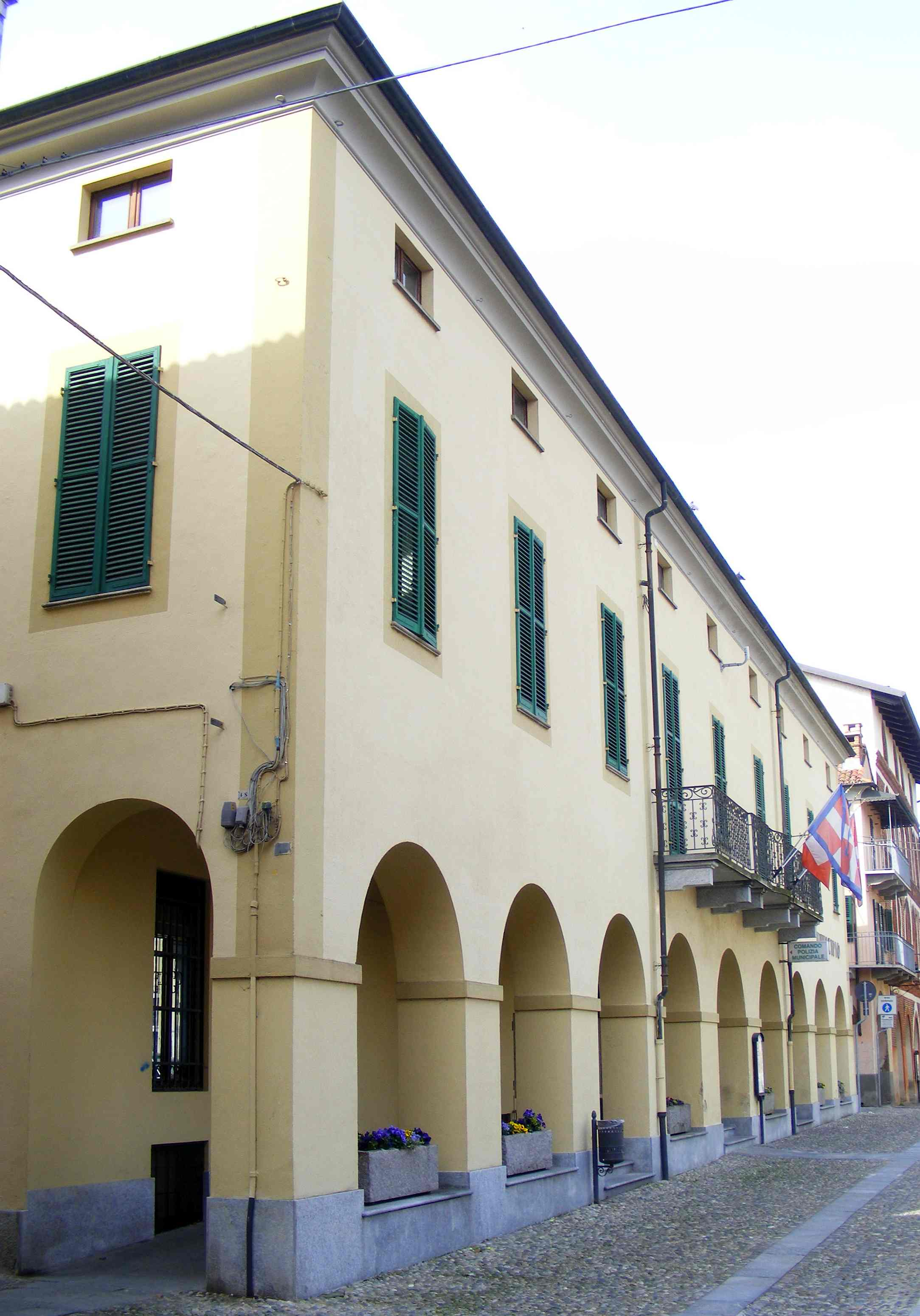
Il municipio

| Periodo          | Periodo          | Primo cittadino     | Partito            | Carica  | Note                  |
| ---------------- | ---------------- | ------------------- | ------------------ | ------- | --------------------- |
| 12 maggio 1985   | 15 novembre 1987 | Alessandro Crivello | lista civica - PSI | Sindaco | Accordo preelettorale |
| 15 novembre 1987 | 6 maggio 1990    | Francesco Gambino   | lista civica - DC  | Sindaco | Accordo preelettorale |
| 6 maggio 1990    | 23 aprile 1995   | Francesco Gambino   | lista civica - DC  | Sindaco |                       |
| 23 aprile 1995   | 13 giugno 1999   | Pier Luigi Avataneo | lista civica       | Sindaco |                       |
| 13 giugno 1999   | 13 giugno 2004   | Pier Luigi Avataneo | lista civica       | Sindaco | II mandato            |
| 13 giugno 2004   | 7 giugno 2009    | Sergio Tamagnone    | lista civica       | Sindaco |                       |
| 7 giugno 2009    | 26 maggio 2014   | Sergio Tamagnone    | PdL - LN           | Sindaco | II mandato            |
| 26 maggio 2014   | 27 maggio 2019   | Angelita Mollo      | lista civica       | Sindaco |                       |
| 27 maggio 2019   | 10 giugno 2024   | Angelita Mollo      | lista civica       | Sindaco | II mandato            |
| 10 giugno 2024   | in carica        | Nicholas Padalino   | lista civica       | Sindaco |                       |